# Ивана Серт
Ивана Серт (рођ. Смиљковић, лат. Ivana Sert; 25. октобар 1979) српско-турска је водитељка, манекенка, модна креаторка и повремена глумица.

## Биографија
Рођена је 1979. године у Зајечару, Србија. Пре него што је почела да се бави манекенством, учила је клавир и балет до своје 16. године. Године 1999. постала је Мис Београда. такмичила се на изборима за Мис Југославије и Мис интернационал глобус.
Године 2002. преселила се у Турску. У Истанбулу је упознала свог мужа Јурдала, сина истакнутог инвеститора за некретнине Мехмета Серта. Пар се венчао 2004. године и заједно постају водеће личности у турском високом друштву. Дана 31. октобра 2006. родила је своје једино дете, Кајон Атеш, у Лос Анђелесу, Калифорнија.
Године 2012, Серт се појавила као специјална гостујућа звезда у тридесет четвртој епизоди Канал Д серије Yalan Dünya. Она је водитељ телевизијског програма En Büyük Show који се емитује на Шоу ТВ.
Ивана је ауторка књиге Bizimlesin из 2012. године. Књига даје савете о моди и лепоти, уз њене фотографије.
Од 2018. године је члан жирија емисије која има везе са модом.

## Филмографија

### Филм и телевизија
| Година    | Назив             |
| --------- | ----------------- |
| 2011–13   | Bugün Ne Giysem?  |
| 2011      | Yok Böyle Dans    |
| 2012      | En Büyük Show     |
| 2014      | Yapışık Kardeşler |
| 2014–2017 | İşte Benim Stilim |

### Серије
| Година | Назив       |
| ------ | ----------- |
| 2012   | Yalan Dünya |